# Cazalilla
Cazalilla ist ein südspanischer Ort und eine Gemeinde (municipio) mit insgesamt 771 Einwohnern (Stand: 2024) im Zentrum der Provinz Jaén in der autonomen Region Andalusien. 

## Lage und Klima
Cazalilla liegt ca. 29 km (Luftlinie) nordnordwestlich der Provinzhauptstadt Jaén in einer Höhe von knapp 300 m. Das Klima im Winter ist gemäßigt, im Sommer dagegen warm bis heiß; die geringen Niederschlagsmengen (ca. 444 mm/Jahr) fallen – mit Ausnahme der nahezu regenlosen Sommermonate – verteilt übers ganze Jahr.

## Bevölkerungsentwicklung
| Jahr      | 1970  | 1980 | 1990 | 2000 | 2010 | 2020 |
| Einwohner | 1.098 | 983  | 883  | 801  | 912  | 774  |

Die deutliche Bevölkerungsrückgang in der zweiten Hälfte des 20. Jahrhunderts ist im Wesentlichen auf die nahezu ausschließliche Anpflanzung von Olivenbäumen, die damit einhergehende Mechanisierung und den daraus resultierenden  Verlust von Arbeitsplätzen zurückzuführen.

## Sehenswürdigkeiten
- mittelalterlicher Turm des Calígula (Torre de Calígula)
- Magdalenenkirche (Iglesia Santa María Magdalena)
- Rathaus

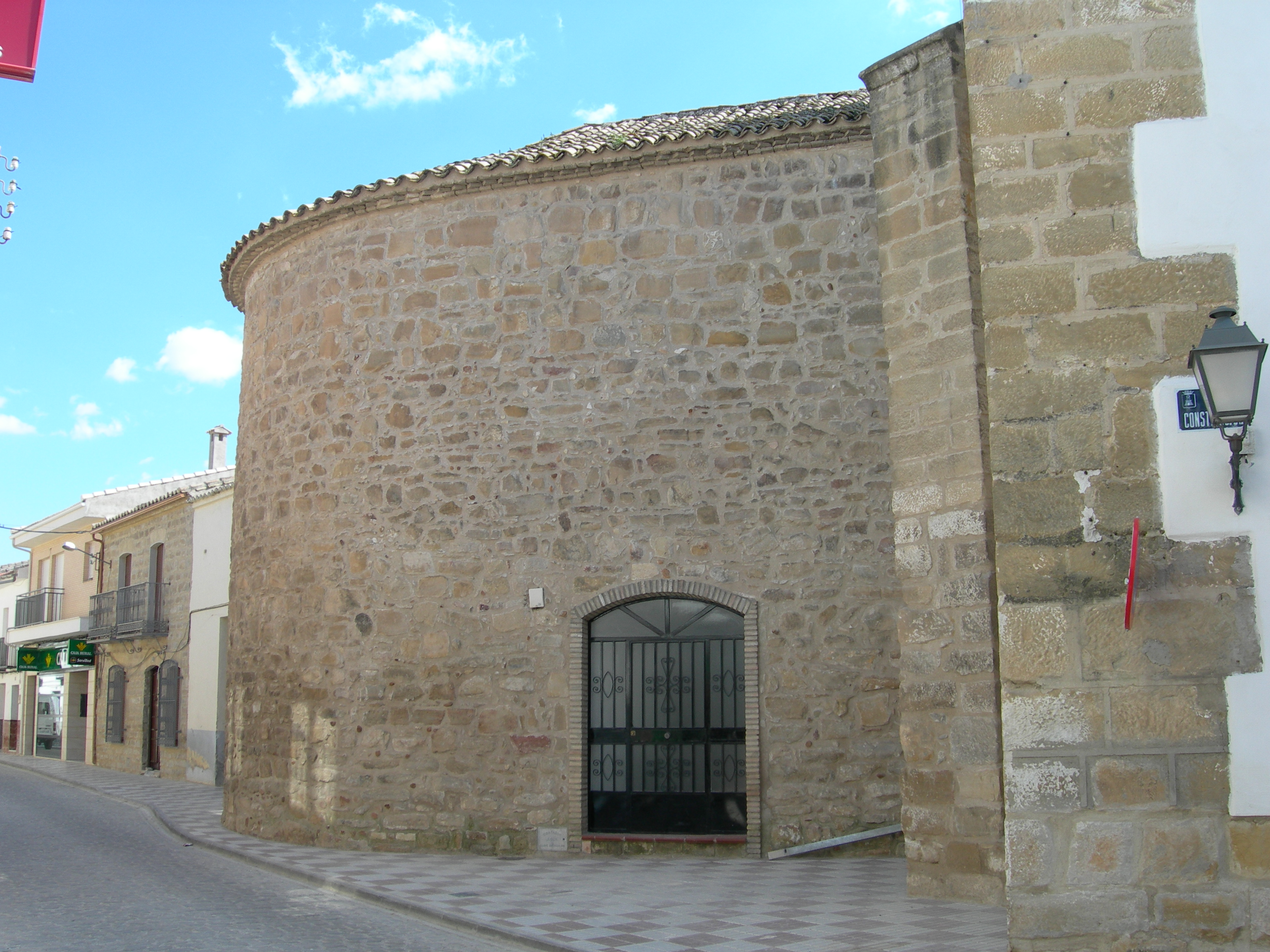
Turm des Calígula
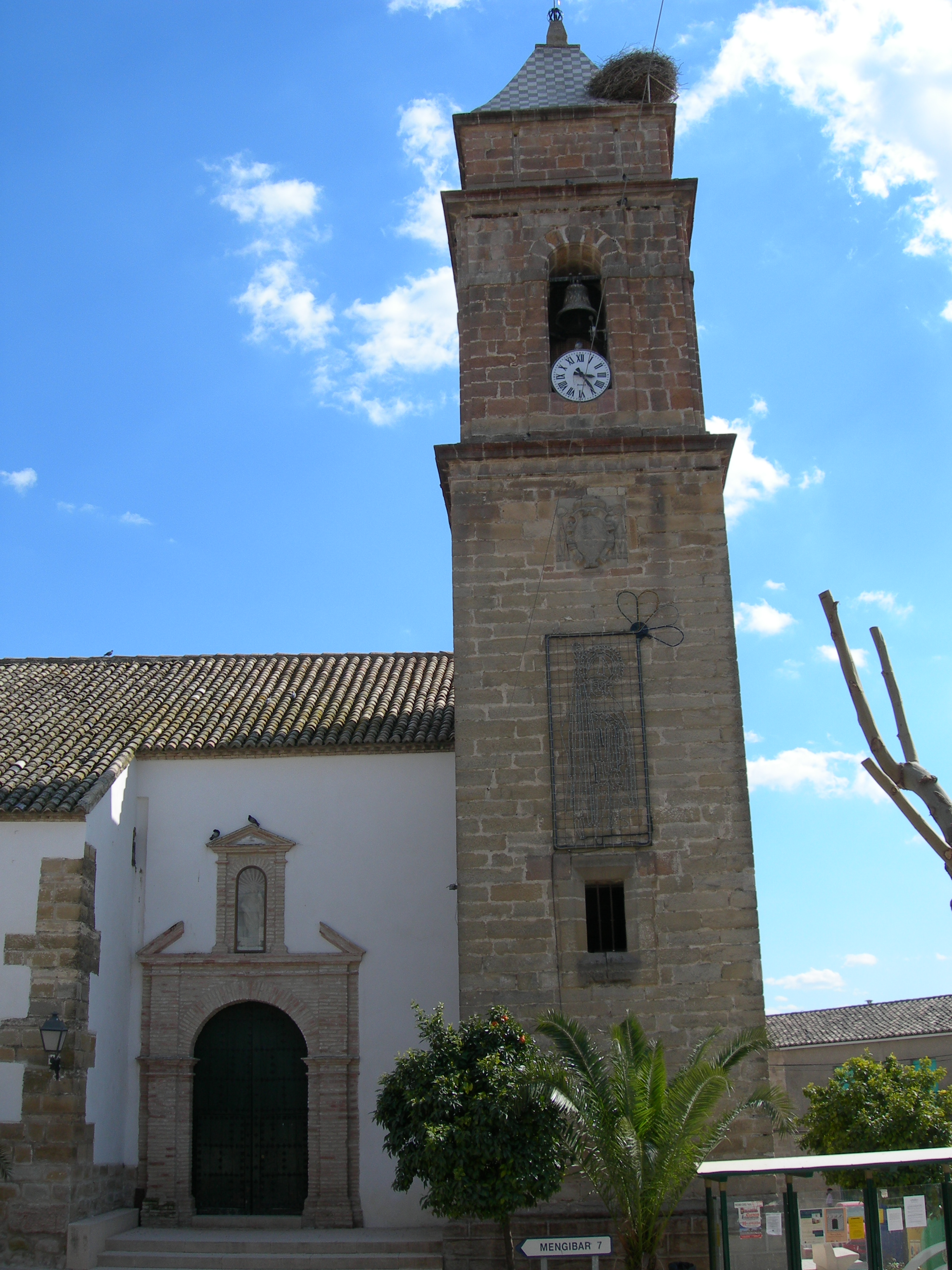
Magdalenenkirche
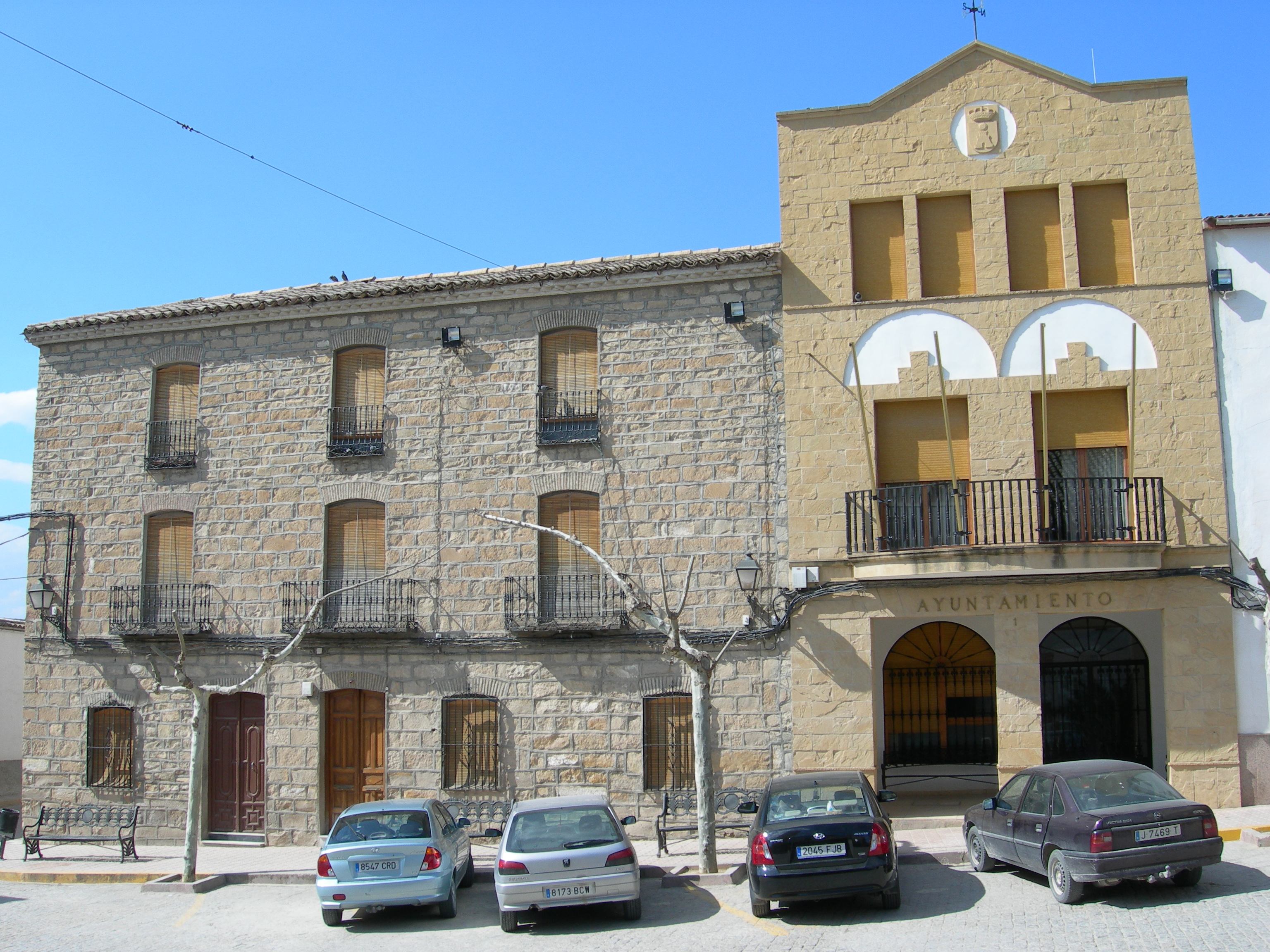
Rathaus